# Impression fantôme
L'impression fantôme ou blind impression, blind printing, selon diverses acceptions anglo-saxonnes, désigne l’impression de matériels typographiques (caractères, partie de texte, lettrines, vignettes, éléments décoratifs de type bandeau, cul-de-lampe) enchâssés dans la forme de l'imprimeur, aux côtés de la composition typographique (mise en page) destinée à apparaître sur la feuille de papier à la suite d'un tirage, mais demeurés, contrairement aux autres éléments, incolores car volontairement non encrés. Leur présence se devine seulement grâce à leur empreinte laissée en relief dans la chair du papier.

## Utilisation
Leur emploi se justifie par la nécessité de combler les parties creuses à l’intérieur du châssis métallique (forme de l'imprimeur) afin d’éviter que la feuille ne s’affaisse, voire ne se déchire au moment du coup de presse. Les impressions fantômes permettent aussi de contrebalancer le plateau en lui conférant un meilleur équilibre.
L'empreinte laissée dans la texture du papier peut se trouver amoindrie par l'insertion d'un feutre avec la frisquette. Ce feutre hermétique autorise même l'encrage complet de la forme typographique puisque les éléments que l'on ne souhaite pas voir apparaître au moment du tirage sont masqués.
L'étude des impressions fantômes permet de saisir certains aspects liés au processus de fabrication du livre imprimé à l’époque artisanale, notamment d'identifier le réemploi de matériels abîmés ou jugés obsolètes, les méthodes de travail mises en œuvre dans les ateliers, les astuces et gains de temps recherchés par les imprimeurs aux siècles (XVe-XVIe) marquant les débuts de l'imprimerie en Occident.